# Wetterspitze
Wetterspitze – masyw w paśmie Wettersteingebirge, w Alpach Bawarskich. Leży na granicy między Austrią (Tyrol), a Niemcami (Bawaria). 
Masyw Wetterspitze ma trzy szczyty:
- Nördlichen Wetterspitze (2746 m),
- Südlichen (Mittleren) Wetterspitze (2750 m),
- Östlichen Wetterspitze (2668 m).